# Partido Popular de la Federación Rusa
El Partido Popular de la Federación Rusa (Народная Партия Российской Федерации, Naródnaya Pártiya Rossiskoi Federatsii) fue un partido político ruso fundado en el año 2000. Su líder era el político conservador Gennadi Raikov.
En las elecciones legislativas rusas de 2003, celebradas el 7 de diciembre, el partido consiguió el 1,2% del voto popular y 16 escaños de un total de 450. La mayoría de los diputados fueron elegidos en distritos de escaño único y luego se unieron a la facción Rusia Unida.
El Partido Popular se unió a Rusia Justa el 14 de abril de 2007.